# Beresheet
Beresheet foi um demonstrador de um pequeno aterrissador lunático robótico e uma sonda lunar. Seus objetivos incluíam a promoção de carreiras em ciência, tecnologia, engenharia e matemática (CTEM; STEM em inglês) e o desembarque de seu magnetómetro, de sua cápsula digital do tempo e de seu retrorefletor a laser na Lua.
Em 11 de abril de 2019, o fracasso do giroscópio do aterrissador (Unidade de Medição Inercial) causou uma cadeia de eventos que levaram ao desligamento do motor principal, levando à queda da sonda na Lua. Em 13 de abril de 2019, o Beresheet 2 foi anunciado.
O aterrissador era, anteriormente, conhecido como Sparrow, e foi oficialmente nomeado Beresheet (em hebraico: בְּרֵאשִׁית, "Gênesis") em dezembro de 2018. Sua massa líquida era de 150 kg; quando abastecido no lançamento, sua massa era de 585 kg. Utilizou sete estações terrestres, globalmente, para comunicação entre Terra-aterrissador. Sua sala de Controle da Missão estava na Israel Aerospace Industries em Yehud, Israel.